# ادگار سلیگمن
ادگار سلیگمن (انگلیسی: Edgar Seligman; ۱۴ آوریل ۱۸۶۷ – ۲۷ سپتامبر ۱۹۵۸) هنرمند، Painter and Fencer اهل بریتانیا بود.
وی در مسابقات کشوری و بین‌المللی در مجموع برندهٔ ۳ مدال نقره شده‌است.